# Gustave Canu
Pour les articles homonymes, voir Canu.
Gustave Canu, né le 5 mai 1814 à Manneville-ès-Plains (Normandie) et mort le 18 octobre 1902 dans la même ville, est un officier d'artillerie et général de division français, grand-croix de la Légion d'honneur.
Polytechnicien, il est président du Comité de l'artillerie de 1874 à 1879 et joue un rôle important dans la modernisation et le perfectionnement du matériel d'artillerie après la guerre de 1870.

## Biographie

### Famille
Il est le fils de Charles Louis Canu (1786-1856), adjudant major de l'Empire, et d'Antoinette Ledesvé d'Heudières (1792-1876).

### Carrière militaire
Il entre à l'école polytechnique le 12 décembre 1832 et en sort le 1er octobre 1834, sous-lieutenant élève d'artillerie à l'École d'application de l'artillerie et du génie de Metz. Lieutenant le 1er octobre 1836, il est envoyé au 7e régiment d'artillerie à Bourges et en 1838, détaché comme officier instructeur à l'école de cavalerie de Saumur. II rejoint le 7e d'artillerie à Metz, est promu capitaine le 4 avril 1842 et pourvu aussitôt des fonctions de capitaine d'équitation de son régiment. Canu exerce ces importantes fonctions jusqu'en 1848, époque à laquelle, devenu capitaine en premier, il prend le commandement de la 6e batterie du 7e régiment détachée à l'armée des Alpes. 
Il prend part avec sa batterie au siège de Rome en juin 1849, au sein de la 2e division du corps expéditionnaire de la Méditerranée. Il est blessé et amputé du bras gauche. 
Chef d'escadron le 12 juillet 1849, il est classé au 10e d'artillerie, et fait chevalier de la Légion d'honneur le 11 août 1850.  
Promu lieutenant-colonel le 6 mai 1853 et nommé directeur à Constantine, il commande l'artillerie de la division Mac-Mahon pendant l'expédition de la grande Kabylie et rentre en France avec le grade de colonel, le 24 novembre 1854. 
Nommé d'abord directeur à Toulon, il est ensuite le commandant du 5e régiment d'artillerie à pied, à Grenoble. En 1859, il commande l'artillerie du camp de Châlons, est promu officier de la Légion d'honneur en août 1859 et fait général de brigade le 14 août 1860. Il commande alors l'artillerie dans la 8e division à Lyon, est fait commandeur de la Légion d'honneur le 30 décembre 1863 et général de division le 2 août 1869, après avoir, pendant trois années commandé l'artillerie à Metz et pendant deux années la brigade de la Garde impériale.
Membre du comité d'artillerie en 1869, il est, lors de la déclaration de guerre à la Prusse en 1870, nommé aide-de-camp de l'Empereur Napoléon III et commandant de la réserve générale de l'artillerie de l'armée du Rhin. 
En 1871, le général Canu est fait grand officier de la Légion d'honneur le 20 avril.
Il devient en février 1874, président du Comité d'artillerie, vice-président du Comité de défense des côtes et reste membre de la commission des travaux publics. C'est pendant sa présidence du comité de l'artillerie qu'ont lieu toutes les expériences qui amènent l'établissement du nouveau matériel d'artillerie.  
Au lendemain de la défaite de 1870, il faut reconstituer sur de nouvelles bases l'armement de l'artillerie ; le général Canu, appelé à la présidence du Comité au moment où les recherches et les essais commencent à porter leurs fruits, donne une vive impulsion à ces travaux et est pour beaucoup dans l'adoption, en 1877, du matériel de Bange qui se maintiendra pendant vingt ans à la tête des matériels européens. Entouré  d'illustres collaborateurs, parmi lesquels le  général Gras, il préside également à la création du matériel de siège et au changement d'armement de l'infanterie. Lorsqu'il quitte, en 1879, ses fonctions pour passer au cadre de réserve, la tâche qu'il a entreprise de donner à l'armée un armement moderne et perfectionné est entièrement accomplie. 
Le général Canu est élevé à la dignité de grand-croix de la Légion d'honneur le 13 janvier 1879 et classé le 5 mai suivant dans la 2e section.
Il se retire alors dans son pays natal où il meurt le 18 octobre 1902 dans sa 89e année.

## Décorations
- Grand-croix de la Légion d'honneur (13 janvier 1879)
  - Grand officier le 20 avril 1871
  - Commandeur le 30 décembre 1863
  - Officier en août 1859
  - Chevalier le 11 août 1850

### Sources contemporaines
- « Canu (Gustave) » dans  Théophile de Lamathière, Panthéon de la Légion d'honneur, t. 12, E. Dentu, 1875-1911, pp. 414-415 . Lire en ligne.
- « Le général de division Canu » dans Revue d'artillerie, volume 61, Berger-Levrault & Cie, 1er octobre 1902, p. 149. Lire en ligne.

### Sources modernes
- Michel Wattel et Béatrice Wattel (préf. André Damien), « Canu, Gustave » in  Les Grand’Croix de la Légion d’honneur : De 1805 à nos jours, titulaires français et étrangers, Paris, Archives et Culture, 2009, 701 p. (ISBN 978-2-35077-135-9).